# Yaverlandia bitholus
Yaverlandia bitholus es la única especie conocida del género extinto  Yaverlandia  (“de Yaverland”) de dinosaurio terópodo maniraptor, que vivió principios del período Cretácico, hace aproximadamente 125  millones de años, en el Barremiense, en lo que es hoy Europa. Yaverlandia medía aproximadamente 1 metro de largo y30 centímetros de altura.
El terreno en el que se encontraron los restos fue en un principio informado como de la Formación Wessex de la Isla de Wight, aunque posteriores trabajos lo identifican de los lechos limosos de la subyacente Formación Vectis.  Fue descrito en un primer momento como miembro basal de los paquicefalosáuridos, pero recientemente en un trabajo de Darren Naish se demostró que se trata de un terópodo, aparentemente un maniraptor. De él se conoce sólo un cráneo grueso, con dos protuberancias marcadas en el domo.
MIWG 1530, el cráneo holotipo, fue descubierto en 1930 en Inglaterra y fue comentado por Watson en 1930. Se hizo referencia a él como un iguanodóntido del género Vectisaurus en 1936. Cuando Steel en 1969 siguió a Hulke de 1879 al incluir a Vectisaurus como un iguanodóntido, Peter Malcolm Galton en 1971 nombró el fósil como Yaverlandia, al que describió como un paquicefalosáurido ya que el cráneo de Yaverlandia era diferente al de Vectisaurus, llamado para ese momento Mantellisaurus. En 2012 se reportaron restos adicionales, pero estos no han sido descritos.
Antes de ser nombrado, Swinton en 1936 colocó a MIWG 1530 dentro de Mantellisaurus, que era un miembro de Iguanodontidae. Galton en 1971 al describir a Yaverlandia lo colocó dentro de los Pachycephalosauridae. Sullivan en 2000, Sereno en ese mismo año y Naish en su  tesis no publicada de 2006, Sullivan de 2006 y Naish en 2008 reclasificaron a Yaverlandia como maniraptorano.
Yaverlandia se encontró en la Formación Vectis y habría coexistido con el nodosaurio Polacanthus foxii, el neornitisquio Hypsilophodon foxii, el iguanodóntido Mantellisaurus atherfieldensis,] un euornitópodo indeterminado, un terópodo indeterminado, un espinosáurido indeterminado, el plesiosaurio Vectocleidus pastorum y el crocodilomorfo Hylaeochampsa vectiana.